# Coefficient d'utilisation digestive
Pour les articles homonymes, voir CUD.
Le Coefficient d'utilisation digestive (CUD) est le rapport entre la quantité de nutriment ingérée et celle qui, une fois digérée, va être absorbée au niveau de l'intestin. Le CUD est le pourcentage correspondant à la part d'un nutriment qui ne finira pas dans les excréments. Le CUD d'un même nutriment peut varier selon la nature des autres nutriments qui l'accompagnent.
Exemple : les poissons osseux ont des protéines de CUD supérieur à 95 %

C’est-à-dire : 95 % des protéines de ce poisson franchiront la barrière intestinale pour être métabolisées par l'organisme.